# Списак избора у СФР Југославији
Списак избора у СФР Југославији садржи списак свих избора одржаних у току постојања Социјалистичке Федераивне Републике Југославије (СФРЈ), односно Федеративне Народне Републике Југославије (ФНРЈ) и Демократске Федеративне Југославије (ДФЈ), од 1945. до 1992. године. На списку се поред избора за савезни парламент, налазе и избори за републичке и покрајинске скупштине.

## Савезни избори
| датум                        | избори                                                 | реф   |
| ---------------------------- | ------------------------------------------------------ | ----- |
| 11. новембар 1945.           | Избори за Уставотворну скупштину ДФЈ                   | [ 1 ] |
| 30. новембар 1947.           | Допунски избори за Савезно веће Народне скупштине ФНРЈ | [ 2 ] |
| 26. март 1950.               | Избори за Народну скупштину ФНРЈ                       | [ 3 ] |
| 22—24. новембар 1953.        | Избори за Народну скупштину ФНРЈ                       | [ 4 ] |
| 23—26. март 1958.            | Избори за Савезну народну скупштину ФНРЈ               | [ 5 ] |
| 3. и 16. јун 1963.           | Избори за Савезну скупштину СФРЈ                       |       |
| 4. и 18. април 1965.         | Избори за Савезну скупштину СФРЈ                       |       |
| 9. и 23. април 1967.         | Избори за Савезну скупштину СФРЈ                       |       |
| 9. и 14. април 1969.         | Избори за Савезну скупштину СФРЈ                       |       |
| 22—29. април и 10. мај 1974. | Избори за Скупштину СФРЈ                               |       |
| 12—21. април и 10. мај 1978. | Избори за Скупштину СФРЈ                               |       |
| 13—21. април и 10. мај 1982. | Избори за Скупштину СФРЈ                               |       |
| април—мај 1986.              | Избори за Скупштину СФРЈ                               |       |

## Републички избори

### Србија
| Народна Република / Социјалистичка Република Србија | Народна Република / Социјалистичка Република Србија | Народна Република / Социјалистичка Република Србија       | Народна Република / Социјалистичка Република Србија       | Народна Република / Социјалистичка Република Србија |
| рб                                                  | датум                                               | избори                                                    | избори                                                    | реф                                                 |
| --------------------------------------------------- | --------------------------------------------------- | --------------------------------------------------------- | --------------------------------------------------------- | --------------------------------------------------- |
| 1                                                   | 10. новембар 1946.                                  | Избори за Уставотворну скупштину Народне Републике Србије | Избори за Уставотворну скупштину Народне Републике Србије | [ 6 ]                                               |
| 2                                                   | 18. март 1951.                                      | Избори за Народну скупштину НР Србије                     | Избори за Народну скупштину НР Србије                     | [ 7 ]                                               |
| 3                                                   | 22. новембар 1953.                                  | Избори за Народну скупштину НР Србије                     | Избори за Народну скупштину НР Србије                     | [ 4 ]                                               |
| 4                                                   | 23. март 1958.                                      | Избори за Народну скупштину НР Србије                     | избори за Републичко веће                                 | [ 8 ]                                               |
| 4                                                   | 26. март 1958.                                      | Избори за Народну скупштину НР Србије                     | избори за Веће произвођача                                | [ 8 ]                                               |
| 5                                                   | 3. јун 1963.                                        | Избори за Скупштину СР Србије                             | Избори за Скупштину СР Србије                             | [ 9 ]                                               |
| 5                                                   | 16. јун 1963.                                       | Избори за Скупштину СР Србије                             | Избори за Скупштину СР Србије                             | [ 9 ]                                               |
| 6                                                   | 19—21. март 1967.                                   | Избори за Скупштину СР Србије                             | Избори за Скупштину СР Србије                             |                                                     |
| 6                                                   | 18. април 1967.                                     | Избори за Скупштину СР Србије                             | Избори за Скупштину СР Србије                             |                                                     |
|                                                     |                                                     |                                                           |                                                           |                                                     |
|                                                     | 10. новембар 1989.                                  | Избори за Скупштину СР Србије                             | избори за Веће удруженог рада                             |                                                     |
| 12. новембар 1989.                                  | избори за Веће општина и Друштвено-политичко веће   | Избори за Скупштину СР Србије                             |                                                           |                                                     |

### Хрватска
| Народна Република / Социјалистичка Република Хрватска | Народна Република / Социјалистичка Република Хрватска | Народна Република / Социјалистичка Република Хрватска |
| датум                                                 | избори                                                | реф                                                   |
| ----------------------------------------------------- | ----------------------------------------------------- | ----------------------------------------------------- |
| 10. новембар 1946.                                    | Избори за Уставотворни сабор НР Хрватске              | [ 6 ]                                                 |
| 30. новембар 1947.                                    | Допунски избори за Сабор НР Хрватске                  | [ 2 ]                                                 |
| 5. новембар 1950.                                     | Избори за Народни сабор НР Хрватске                   |                                                       |
| 23. новембар 1953.                                    | Избори за Народни сабор НР Хрватске                   | [ 4 ]                                                 |
|                                                       |                                                       |                                                       |

## Покрајински избори

### Војводина
| Аутономна Покрајина / Социјалистичка Аутономна Покрајина Војводина | Аутономна Покрајина / Социјалистичка Аутономна Покрајина Војводина    | Аутономна Покрајина / Социјалистичка Аутономна Покрајина Војводина |
| ------------------------------------------------------------------ | --------------------------------------------------------------------- | ------------------------------------------------------------------ |
| 16. новембар 1947.                                                 | Избори за Народну скупштину АП Војводине                              | [ 10 ]                                                             |
| 10. децембар 1950.                                                 | Избори за Народну скупштину АП Војводине                              | [ 10 ]                                                             |
| 22. новембар 1953.                                                 | Избори за Народну скупштину АП Војводине                              | [ 4 ]                                                              |
| 23. март 1958.                                                     | Избори за Народну скупштину АП Војводине (избори за Покрајинско веће) | [ 8 ]                                                              |
| 26. март 1958.                                                     | Избори за Народну скупштину АП Војводине (избори за Веће произвођача) | [ 8 ]                                                              |
|                                                                    |                                                                       |                                                                    |
| 10—12. новембар 1989.                                              | Избори за Скупштину САП Војводине                                     |                                                                    |

### Косово
| Аутономна Покрајина / Социјалистичка Аутономна Покрајина Косово | Аутономна Покрајина / Социјалистичка Аутономна Покрајина Косово | Аутономна Покрајина / Социјалистичка Аутономна Покрајина Косово |
| --------------------------------------------------------------- | --------------------------------------------------------------- | --------------------------------------------------------------- |
| 22. новембар 1953.                                              | Избори за Обласни народни одбор Косова и Метохије               | [ 4 ]                                                           |
|                                                                 |                                                                 |                                                                 |
| 10—12. новембар 1989.                                           | Избори за Скупштину САП Косова                                  |                                                                 |